# Costaros
Costaros és un municipi francès situat al departament de l'Alt Loira i a la regió d'Alvèrnia-Roine-Alps. L'any 2007 tenia 594 habitants.

## Demografia

### Població
El 2007 la població de fet de Costaros era de 594 persones. Hi havia 251 famílies de les quals 77 eren unipersonals (28 homes vivint sols i 49 dones vivint soles), 73 parelles sense fills, 77 parelles amb fills i 24 famílies monoparentals amb fills.
La població ha evolucionat segons el següent gràfic:
Habitants censats

### Habitatges
El 2007 hi havia 334 habitatges, 254 eren l'habitatge principal de la família, 41 eren segones residències i 39 estaven desocupats. 262 eren cases i 69 eren apartaments. Dels 254 habitatges principals, 173 estaven ocupats pels seus propietaris, 72 estaven llogats i ocupats pels llogaters i 9 estaven cedits a títol gratuït; 16 tenien dues cambres, 35 en tenien tres, 88 en tenien quatre i 115 en tenien cinc o més. 183 habitatges disposaven pel capbaix d'una plaça de pàrquing. A 121 habitatges hi havia un automòbil i a 97 n'hi havia dos o més.

### Piràmide de població
La piràmide de població per edats i sexe el 2009 era:
| Homes | Edats   | Dones |
| ----- | ------- | ----- |
| 0     | 95 o +  | 0     |
| 0     | 90 a 94 | 0     |
| 0     | 85 a 89 | 8     |
| 0     | 80 a 84 | 8     |
| 4     | 75 a 79 | 20    |
| 16    | 70 a 74 | 8     |
| 12    | 65 a 69 | 16    |
| 16    | 60 a 64 | 16    |
| 8     | 55 a 59 | 16    |
| 16    | 50 a 54 | 8     |
| 4     | 45 a 49 | 8     |
| 12    | 40 a 44 | 20    |
| 40    | 35 a 39 | 24    |
| 32    | 30 a 34 | 28    |
| 32    | 25 a 29 | 20    |
| 12    | 20 a 24 | 16    |
| 16    | 15 a 19 | 16    |
| 12    | 10 a 14 | 16    |
| 20    | 5 a 9   | 24    |
| 20    | 0 a 4   | 16    |

## Economia
El 2007 la població en edat de treballar era de 359 persones, 267 eren actives i 92 eren inactives. De les 267 persones actives 246 estaven ocupades (143 homes i 103 dones) i 20 estaven aturades (12 homes i 8 dones). De les 92 persones inactives 37 estaven jubilades, 22 estaven estudiant i 33 estaven classificades com a «altres inactius».

### Ingressos
El 2009 a Costaros hi havia 242 unitats fiscals que integraven 542 persones, la mediana anual d'ingressos fiscals per persona era de 15.679,5 €.

### Activitats econòmiques
Dels 58 establiments que hi havia el 2007, 3 eren d'empreses alimentàries, 3 d'empreses de fabricació d'altres productes industrials, 10 d'empreses de construcció, 15 d'empreses de comerç i reparació d'automòbils, 2 d'empreses de transport, 9 d'empreses d'hostatgeria i restauració, 4 d'empreses financeres, 5 d'empreses immobiliàries, 2 d'empreses de serveis, 3 d'entitats de l'administració pública i 2 d'empreses classificades com a «altres activitats de serveis».
Dels 27 establiments de servei als particulars que hi havia el 2009, 1 era una gendarmeria, 1 oficina de correu, 3 oficines bancàries, 3 tallers de reparació d'automòbils i de material agrícola, 1 taller d'inspecció tècnica de vehicles, 3 paletes, 1 guixaire pintor, 3 fusteries, 2 lampisteries, 1 electricista, 1 perruqueria, 6 restaurants i 1 agència immobiliària.
Dels 8 establiments comercials que hi havia el 2009, 1 era una botiga de més de 120 m², 2 fleques, 1 una carnisseria, 1 una botiga de roba, 1 una sabateria, 1 una perfumeria i 1 una floristeria.
L'any 2000 a Costaros hi havia 6 explotacions agrícoles.

## Equipaments sanitaris i escolars
El 2009 hi havia 2 centres de salut i 1 farmàcia.
El 2009 hi havia una escola elemental.

## Poblacions més properes
El següent diagrama mostra les poblacions més properes.